# Timopoietin
Timopoietin (polipeptid vezan za laminu 2, LAP2) je protein koji je kod ljudi kodiran TMPO genom. LAP2 je protein unutrašnje membrane jedra.
Timopoietin učestvuje u indukciji CD90 proteina u grudnu žlezdu. Gen timopoetina kodira tri alternativno splajsovane iRNK molekula koji kodiraju proteine sa 75 kDa (alfa), 51 kDa (beta) i 39 kDa (gama). Oni su izraženi u većini ćelijskih tipova. Ljudski TMPO gen se nalazi u hromozomsko opsegu 12q22 i sastoji se od osam eksona.

## Interakcije
Timopoietin formira interakcije sa barijerom za autointegracioni faktor 1, ,  i LMNA.

## Literatura
- Harris CA, Andryuk PJ, Cline SW, Mathew S, Siekierka JJ, Goldstein G (1995). „Structure and mapping of the human thymopoietin (TMPO) gene and relationship of human TMPO beta to rat lamin-associated polypeptide 2”. Genomics. 28 (2): 198—205. PMID 8530026. doi:10.1006/geno.1995.1131.
- Dechat T, Vlcek S, Foisner R (2000). „Review: lamina-associated polypeptide 2 isoforms and related proteins in cell cycle-dependent nuclear structure dynamics.”. J. Struct. Biol. 129 (2-3): 335—45. PMID 10806084. doi:10.1006/jsbi.2000.4212.
- JJ, Twomey; G, Goldstein; VM, Lewis;  . (1977). „Bioassay determinations of thymopoietin and thymic hormone levels in human plasma.”. Proc. Natl. Acad. Sci. U.S.A. 74 (6): 2541—5. PMC 432209 . PMID 302007. doi:10.1073/pnas.74.6.2541.
- Heavner GA, Audhya T, Goldstein G (1990). „Peptide analogs of thymopentin distinguish distinct thymopoietin receptor specificities on two human T cell lines.”. Regul. Pept. 27 (2): 257—62. PMID 2158125. doi:10.1016/0167-0115(90)90044-W.
- Fuccello A, Audhya T, Talle MA, Goldstein G (1984). „Immunoassay for bovine serum thymopoietin: discrimination from splenin by monoclonal antibodies.”. Arch. Biochem. Biophys. 228 (1): 292—8. PMID 6364989. doi:10.1016/0003-9861(84)90070-5.
- H, Hara; K, Hayashi; K, Ohta;  . (1995). „A new thymopoietin precursor gene from human thymus.”. Biochem. Mol. Biol. Int. 34 (5): 927—33. PMID 7703909.
- Goldstein G, Schlesinger DH, Audhya T (1994). „Isolation and complete amino acid sequence of human thymopoietin and splenin.”. Proc. Natl. Acad. Sci. U.S.A. 91 (13): 6249. PMC 44176 . PMID 8016147. doi:10.1073/pnas.91.13.6249.
- CA, Harris; PJ, Andryuk; SW, Cline;  . (1996). „Structure and mapping of the human thymopoietin (TMPO) gene and relationship of human TMPO beta to rat lamin-associated polypeptide 2.”. Genomics. 28 (2): 198—205. PMID 8530026. doi:10.1006/geno.1995.1131.
- B, Andersson; MA, Wentland; JY, Ricafrente;  . (1996). „A "double adaptor" method for improved shotgun library construction.”. Anal. Biochem. 236 (1): 107—13. PMID 8619474. doi:10.1006/abio.1996.0138.
- R, Berger; L, Theodor; J, Shoham;  . (1996). „The characterization and localization of the mouse thymopoietin/lamina-associated polypeptide 2 gene and its alternatively spliced products.”. Genome Res. 6 (5): 361—70. PMID 8743987. doi:10.1101/gr.6.5.361.
- W, Yu; B, Andersson; KC, Worley;  . (1997). „Large-scale concatenation cDNA sequencing.”. Genome Res. 7 (4): 353—8. PMC 139146 . PMID 9110174. doi:10.1101/gr.7.4.353.
- Furukawa K, Fritze CE, Gerace L (1998). „The major nuclear envelope targeting domain of LAP2 coincides with its lamin binding region but is distinct from its chromatin interaction domain.”. J. Biol. Chem. 273 (7): 4213—9. PMID 9461618. doi:10.1074/jbc.273.7.4213.
- Furukawa K, Kondo T (1998). „Identification of the lamina-associated-polypeptide-2-binding domain of B-type lamin.”. Eur. J. Biochem. 251 (3): 729—33. PMID 9490046. doi:10.1046/j.1432-1327.1998.2510729.x.
- T, Dechat; J, Gotzmann; A, Stockinger;  . (1998). „Detergent-salt resistance of LAP2alpha in interphase nuclei and phosphorylation-dependent association with chromosomes early in nuclear assembly implies functions in nuclear structure dynamics.”. EMBO J. 17 (16): 4887—902. PMC 1170818 . PMID 9707448. doi:10.1093/emboj/17.16.4887.
- K, Furukawa (1999). „LAP2 binding protein 1 (L2BP1/BAF) is a candidate mediator of LAP2-chromatin interaction.”. J. Cell. Sci. 112 (15): 2485—92. PMID 10393804.
- PJ, Weber; CP, Eckhard; S, Gonser;  . (1999). „On the role of thymopoietins in cell proliferation. Immunochemical evidence for new members of the human thymopoietin family.”. Biol. Chem. 380 (6): 653—60. PMID 10430029. doi:10.1515/BC.1999.081.
- T, Dechat; B, Korbei; OA, Vaughan;  . (2000). „Lamina-associated polypeptide 2alpha binds intranuclear A-type lamins.”. J. Cell. Sci. 113 (19): 3473—84. PMID 10984438.
- SB, Martins; T, Eide; RL, Steen;  . (2001). „HA95 is a protein of the chromatin and nuclear matrix regulating nuclear envelope dynamics.”. J. Cell. Sci. 113 (21): 3703—13. PMID 11034899.

## Spoljašnje veze
- Thymopoietins на 